# Benestare
Benestare és un comune (municipi) de la Ciutat metropolitana de Reggio de Calàbria, a la regió italiana de Calàbria, situat a uns 90 km al sud-oest de Catanzaro i a uns 40 km a l'est de Reggio de Calàbria. A 1 de gener de 2019 la seva població era de 2.533 habitants.
Benestare limita amb els municipis següents: Ardore, Bovalino, Careri, Platì i San Luca.